# Atherigona dentifolia
Atherigona dentifolia este o specie de muște din genul Atherigona, familia Muscidae, descrisă de Dike în anul 1987.
Este endemică în Kenya. Conform Catalogue of Life specia Atherigona dentifolia nu are subspecii cunoscute.